# Hydrolagus matallanasi
 Hydrolagus matallanasi  ist eine sehr seltene Knorpelfischart aus der Unterklasse der Seekatzen, die im südwestlichen Atlantik, an der Küste Brasiliens in Tiefen von 400 bis 750 Metern vorkommt. Die Art wurde erst 2001 von einem brasilianischen Forscherteam um Jesus Matallanas, nach dem diese Art auch benannt ist, entdeckt. Sie lebt über Tiefseekorallenriffen, die von Gorgonien, Steinkorallen, Röhrenschwämmen und Seelilien gebildet werden.

## Merkmale
Hydrolagus matallanasi wird etwa 70 cm lang. Von anderen Arten der Gattung Hydrolagus unterscheidet sich Hydrolagus matallanasi vor allem durch seine bräunliche, mit unregelmäßigen Flecken und Punkten gemusterte Färbung. Die Bauchseite, der zum Körper hin gelegene Rand der zweiten Rückenflosse und die Brustflossenbasis sind weißlich. Die Zahnplatten sind zweifarbig und gelblich-grau gestreift. Der vor der ersten Rückenflosse sitzende Stachel ist genau so lang oder wenig länger als der Kopf. Die langgestreckte zweite Rückenflosse ist in der Mitte eingebuchtet.  Die Brustflossen sind auffallend lang und reichen bis zu hinteren Rand der Bauchflossenbasis. Der Augendurchmesser ist nur wenig kleiner als der Kopfbereich vor den Augen lang ist.